# Jean Gruault
Jean Valery Gruault (* 3. August 1924 in Fontenay-sous-Bois; † 8. Juni 2015 in Paris) war ein französischer Drehbuchautor und Schauspieler.

## Leben
Gruault wuchs in Fontenay-sous-Bois auf und absolvierte ein Studium der Theologie. In den 1950er Jahren lernte er Jacques Rivette und François Truffaut, zwei führende Köpfe der Nouvelle Vague, kennen. Gruault wandte sich aber zunächst noch nicht dem Film zu, sondern fokussierte sich auf seine Auftritte als Theaterschauspieler. Mit Beginn der 1960er-Jahre wurde er schließlich als Drehbuchautor tätig und war an den 1961 veröffentlichten Filmen Paris gehört uns (Regie: Jacques Rivette) und Der furchtlose Rebell (Regie: Roberto Rossellini) beteiligt. Jules und Jim aus dem Jahr 1962 bedeutete die erste Zusammenarbeit mit François Truffaut. Es folgten mehrere gemeinsame Produktionen, wobei sich eine spezifische Arbeitsweise zwischen Truffaut und Gruault herausbildete, bei dem die beiden nie direkt, sondern räumlich getrennt, zusammenarbeiteten. Gruault entwickelte je einen ersten Drehbuchentwurf, Truffaut ergänzt diesen um eine eigene Anmerkungen und Ideen, strich anderes heraus, Gruault entwickelte darauf einen zweiten Entwurf, der wiederum an Truffaut ging usw. Häufig handelte es sich um Romanadaptionen. Ein anderer Regisseur, mit dem Gruault mehrfach zusammenarbeitete, war Alain Resnais.
Bei der Oscarverleihung 1981 war er für sein Drehbuch zu Mein Onkel aus Amerika für den Oscar in der Kategorie Bestes Originaldrehbuch nominiert. Er erhielt auch eine Nominierung für den César 1981. 
Zuvor hatte Gruault 1975 gemeinsam mit  Truffaut und Suzanne Schiffman für Die Geschichte der Adèle H. einen New York Film Critics Circle Award in der Kategorie Bestes Drehbuch gewonnen.
Gruault war verheiratet, seine Frau verstarb 2005. Beide wurden von zwei gemeinsamen Kindern überlebt.

## Filmografie (Auswahl)
- 1961: Der furchtlose Rebell (Vanina Vanini)
- 1961: Paris gehört uns (Paris nous appartient)
- 1961: Jules und Jim (Jules et Jim)
- 1963: Die Karabinieri (Les carabiniers)
- 1966: Die Nonne
- 1966: Die Machtergreifung Ludwigs XIV. (La prise de pouvoir par Louis XIV)
- 1970: Der Wolfsjunge (L’enfant sauvage)
- 1971: Zwei Mädchen aus Wales und die Liebe zum Kontinent (Les deux Anglaises et le continent)
- 1975: Die Geschichte der Adèle H. (L’histoire d’Adèle H.)
- 1978: Das grüne Zimmer (La chambre verte)
- 1979: Die Schwestern Brontë (Les sœurs Brontë)
- 1980: Mein Onkel aus Amerika (Mon oncle d’Amérique)
- 1983: Das Leben ist ein Roman (La vie est un roman)
- 1984: Liebe bis in den Tod (L’amour à mort)
- 1989: Sehnsucht nach Australien (Australia)
- 1991: Ich denke an euch (Je pense à vous)
- 1993: Das Hochzeitsboot (Le bateau de mariage)
- 1995: Belle Époque (Fernsehdreiteiler)